# Terebratulina sirahamensis
Terebratulina sirahamensis är en armfotingsart som beskrevs av Kishio Hatai 1940. Terebratulina sirahamensis ingår i släktet Terebratulina och familjen Cancellothyrididae. Inga underarter finns listade i Catalogue of Life.